# Phare de Baltimore Harbor

Le phare de Baltimore Harbor (en anglais : Baltimore Harbor Light) est un phare offshore à caisson situé à l'embouchure de la Magothy River (en) en baie de Chesapeake dans le Comté d'Anne Arundel, Maryland. Il marque le chenal qui mène au nord-ouest jusqu'à l'estuaire de fleuve Patapsco et conduit ensuite au port de Baltimore.
Il est inscrit au Registre national des lieux historiques depuis le 2 décembre 2002 sous le n° 02001417.

## Historique
Bien qu'un phare ait été demandé sur le site depuis 1890, ce n'est qu'en 1904 que les travaux de construction ont commencé. En octobre de la même année, un violent orage s'est abattu sur le chantier de construction, renversant le caisson et l'envoyant au fond de la baie. Ce n'est que plus tard, en 1905, que la construction a pu reprendre. La lentille de Fresnel de cinquième ordre a finalement été installée et fut mise en service en 1908. Il s'agissait du dernier phare à avoir été construit dans la baie de Chesapeake.
En mai 1964, le phare de Baltimore Harbor est devenu le premier et le seul phare américain à énergie nucléaire, à titre d'essai du Générateur thermoélectrique à radioisotope SNAP-7B de 60 watts. Un an plus tard, il a été retiré et un générateur électrique conventionnel a été installé. Actuellement, le phare est alimenté par l'énergie solaire.
Au moment de sa construction, il s'agissait du plus haut phare à caisson au monde. En juin 2006, le bâtiment a été vendu aux enchères à des propriétaires privés par l'Administration des services généraux pour 260.000 dollars et les garde-côtes américains continuent d'entretenir cette lumière en activité.

## Description
Le phare  est une maison octogonale en brique de 11,5 m de haut, avec galerie centrée sur le toit et petite lanterne, montée sur un caisson cylindrique en fonte. Le bâtiment est blanc, la lanterne est noire et le caisson est rouge.
Il émet, à une hauteur focale de 16 m, un éclat blanc toutes les 2.5 secondes. Sa portée est de 7 milles nautiques (environ 13 km). Il possède aussi un feu à secteurs rouges couvrant les hauts-fonds voisins avec une portée de 5 milles nautiques (environ 9 km). Il n'est plus équipé d'une corne de brume.
Identifiant : ARLHS : USA-034 ; USCG : 2-8035 ; Admiralty : J2228 .

Signalisation
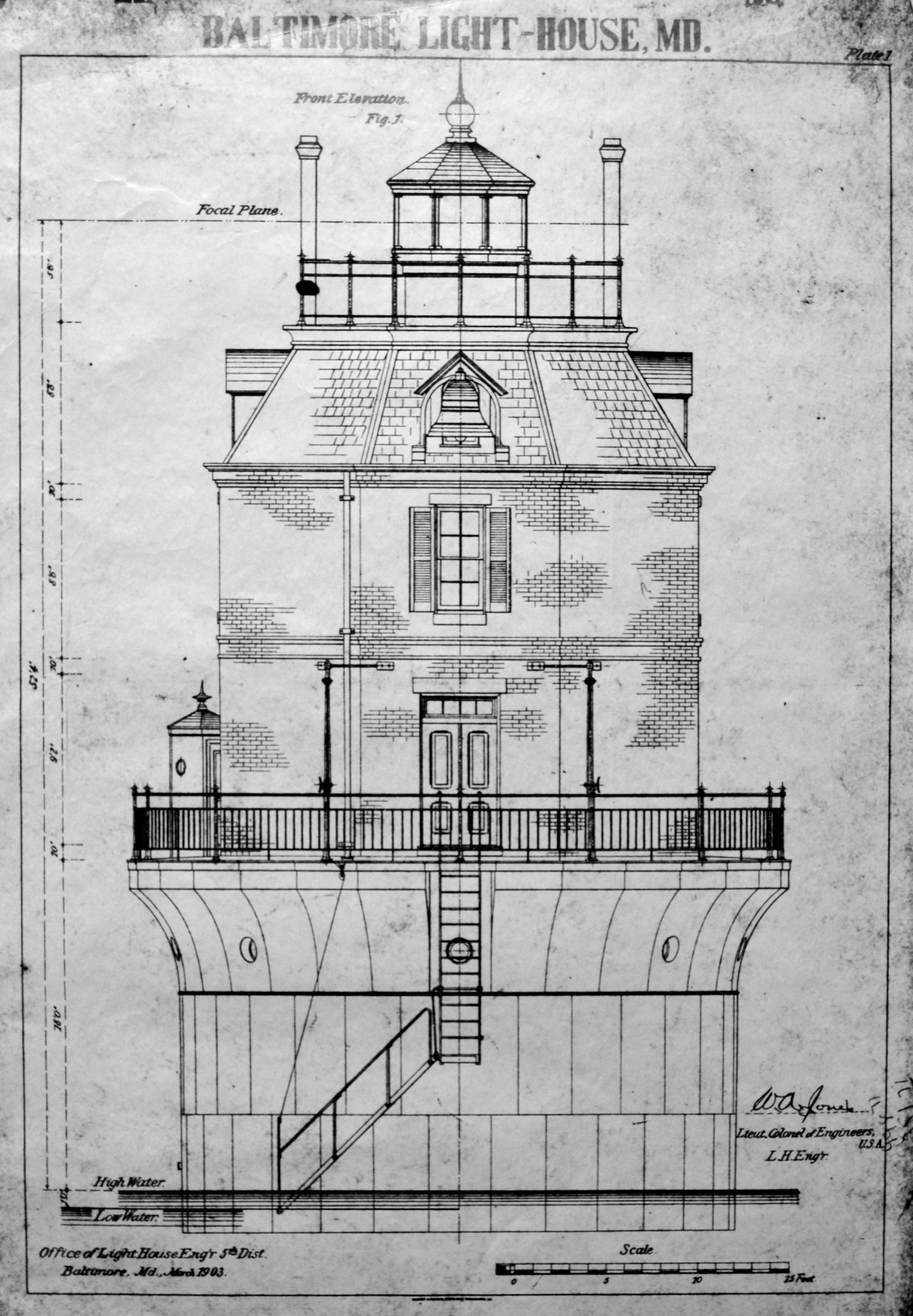
Le phare (plan)
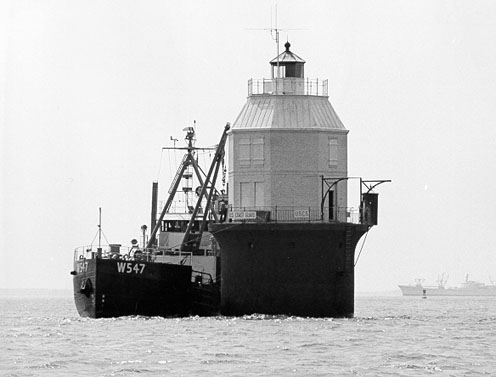
Le phare (photo USCG)

### Lien connexe
- Liste des phares du Maryland